# صموئيل جونز (كاتب)
صموئيل جونز (بالإنجليزية: Sam Jones)‏ هو كاتب أمريكي، ولد في 17 ديسمبر 1819 في مقاطعة باوهاتن في الولايات المتحدة، وتوفي في 31 يوليو 1887 في Bedford Springs, Pennsylvania ‏ في الولايات المتحدة.